# Pseudomys higginsi
Pseudomys higginsi є місцевим австралійським ссавцем ряду гризунів і родини мишевих. Зустрічається тільки на острові Тасманія. Це всеїдна тварина, яка харчується комахами та різними рослинами. Зустрічається в лісистих районах, особливо на субальпійських осипищах, і може жити в норах. Вид досягає ваги близько 70 грамів. Від інших видів його відрізняє двоколірний хвіст, білий знизу і темний зверху. Хвіст в 1,3 раза довший за голову й тулуб. Є припущення, що P. higginsi використовує свій хвіст для рівноваги під час стрибків у середовищі існування, наприклад на кам'яних осипах.